# José Antonio Moreno Jurado
José Antonio Moreno Jurado (Sevilla, 13 de junio de 1946) es un poeta y doctor en filología clásica, catedrático de enseñanza secundaria durante veinte años y profesor asociado en el Departamento de Griego de la Universidad de Sevilla por otros cinco.

## Trayectoria
En 1973 se le concedió el Premio Adonáis de Poesía por su obra Ditirambos para mi propia burla y, en 1985, el Premio Hispanoamericano de poesía Juan Ramón Jiménez por su libro Bajar a la memoria. En 2021 formaría parte del jurado de este mismo premio. Estudioso de las figuras de Odysséas Elýtis y Yorgos Seferis, ha traducido algunas de sus obras.
También ha traducido al griego la obra de Gustavo Adolfo Bécquer.
Desde 2019 es miembro de Honor de la Sociedad de Escritores de Tesalónica; desde 2020, miembro Honorífico del Grupo de Literatura y Crítica de Chipre y, desde 2021, miembro correspondiente de la Sociedad de Escritores Griegos, en Atenas. En 2021 recibió el premio "Thanasis Nakas" por el conjunto de sus obras, dentro de los Premios Jean Moréas.

### Libros de poemas
- Ditirambos para mi propia burla, Madrid, Ed. Rialp, Col. Adonais, n.º 309, 1974.[8]
- Fedro, Poemas, traducción, prólogo y notas de J. A. Moreno Jurado, Madrid, Ed. Endymión, Ayuso-Padilla Libros, 1979.[8]
- Bajar a la memoria, Huelva, Excma. Diputación, Col. Juan Ramón Jiménez, n.º 1, 1985.[8]
- Nugae, con Variaciones en mar y en otoño, Antología Poética 1973-1990, Sevilla, Publicaciones de la Univ., Colección de bolsillo, núm. 106, 1990 - 202 p. ISBN 8474055830, ISBN 9788474055832
- Al Sur de Cabo Sunion, Madrid, Ed. Libertarias, 1994.[8]
- Las elegías del Monte Atos, Barcelona, Los Libros de la Frontera, 1999.[8]
- Por los bosques de otoño I y II, Barcelona, Icaria, 2006.[9]
- Últimas mareas, Madrid-México, Vaso roto, 2012.[10]
- Un sonido magenta, Antología 1973-2017, Ed. de Jesús Aguado, Málaga-Gerona, Luces de Gálibo, 2020.[10]
- Altamar, Málaga-Gerona, Luces de Gálibo, 2023.

### Libros en prosa
- Aracne, Sevilla, Paréntesis Editorial, 2011.[8]
- Cuadernos de un poeta en Mazagón (I y II), Tenerife, Baile del Sol, 2013.[8]
- Cuadernos de un poeta en Mazagón (III y IV), Tenerife, Baile del Sol, 2016.[10]

### Traducción, crítica y ensayo
Ha traducido a poetas griegos clásicos, medievales y contemporáneos, entre otros a Odysseas Elytis, Yorgos Seferis, Aristóteles, Platón, Sófocles o Aristófanes.
- Vida de Alejandro Magno, Anónimo, prólogo y traducción de J. A. Moreno Jurado, Sevilla, Padilla Libros, 1994.[9]
- Antología de la poesía neohelénica. Desde mediados del siglo XI hasta nuestros días, traducción, selección y prólogo de J. A. Moreno Jurado, Madrid, Ed. Clásicas, 1998.[9]
- Poesía chipriota del s. XVI. Petrarquismo, prólogo y traducción de J. A. Moreno Jurado, Málaga, Excma. Diputación, 2002.[9]
- Erotócritos, prólogo y traducción de J. A. Moreno Jurado, Madrid, Editorial Gredos, 2004.[9]